# Cukiereczek
Cukiereczek – amerykańska komedia kryminalna z 1999 roku, w reżyserii Darrena Steina.

## Opis fabuły
Courtney, Marcie, Julie i Elizabeth to najpopularniejsze dziewczyny w szkole. W dniu urodzin Elizabeth koleżanki postanawiają zrobić jej kawał i porwać ją. Popełniły jednak jeden błąd - zanim ją porwały, dały jej cukierka. Nastolatka zadławiła się nim i udusiła. Dziewczyny, przerażone tym, co zrobiły, postanawiają nie dać się złapać i upozorować gwałt, który zakończył się dla Elizabeth śmiercią. Dziewczyny nie wiedzą jednak, że ktoś je obserwuje.

## Obsada aktorska
- P.J. Soles (Pani Purr)
- Chad Christ (Zack Tartak)
- Marilyn Manson (nieznajomy mężczyzna)
- Jeff Conaway (Ojciec Marcie)
- Pam Grier (Detektyw Vera Cruz)
- Carol Kane (Pani Sherwood)
- Tatyana Ali (Brenda)
- Ethan Erickson (Dane Sanders)
- Judy Greer (Fern Mayo/Vylette)
- Charlotte Ayanna (Elizabeth 'Liz' Purr)
- Rose McGowan (Courtney Alice Shayne)
- Rebecca Gayheart (Julie Freeman)
- William Katt (Pan Purr)
- Julie Benz (Marcie Fox)

i inni